# Léran
Léran – miejscowość i gmina we Francji, w regionie Oksytania, w departamencie Ariège.
Według danych na rok 1990 gminę zamieszkiwało 595 osób, a gęstość zaludnienia wynosiła 50 osób/km² (wśród 3020 gmin regionu Midi-Pireneje Léran plasuje się na 523. miejscu pod względem liczby ludności, natomiast pod względem powierzchni na miejscu 957.).